# Gant doré (arrêt-court)

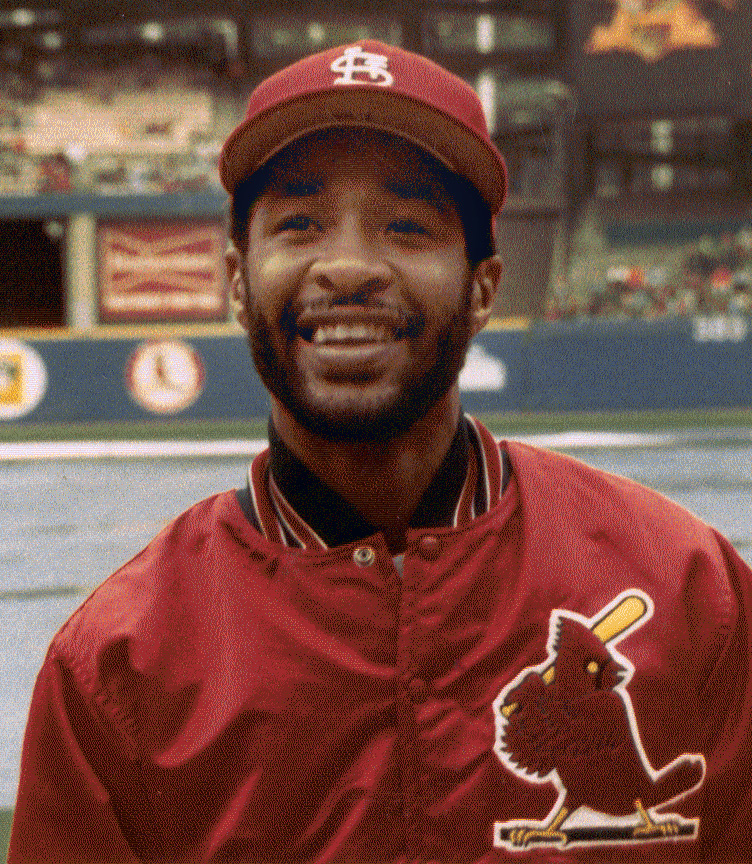
Ozzie Smith, treize Gants doré à son actif

Le Gant doré (en anglais Gold Glove) est un prix décerné annuellement depuis 1957 aux joueurs des Ligues majeures de baseball qui ont démontré les meilleures qualités défensives.
Chaque année, 18 Gants dorés sont attribués, un pour chaque position de chaque ligue.
Le trophée associé au prix est commandité par Rawlings, une compagnie américaine spécialisée dans la commercialisation de produits associés au baseball. Le titre officiel du prix est Rawlings Gold Glove Award.

## Liste complète des gagnants
En 1957, première année où les Gants dorés sont décernés, un seul prix est remis à chaque position, indépendamment de la ligue majeure dans lequel le lauréat évolue. À partir de 1958, un Gant doré est remis au joueur d'arrêt-court s'étant le plus illustré en défensive dans la Ligue nationale, et un Gant doré équivalent dans la Ligue américaine. Dans le tableau ci-dessous, le nombre de prix remportés par les lauréats multiples est indiqué entre parenthèses.
| Année | Ligue nationale       | Équipe (s)                | Ligue américaine      | Équipe (s)              |
| ----- | --------------------- | ------------------------- | --------------------- | ----------------------- |
| 1957  | Roy McMillan (1)      | Reds de Cincinnati        | —                     | —                       |
| 1958  | Roy McMillan (2)      | Reds de Cincinnati        | Luis Aparicio (1)     | White Sox de Chicago    |
| 1959  | Roy McMillan (3)      | Reds de Cincinnati        | Luis Aparicio (2)     | White Sox de Chicago    |
| 1960  | Ernie Banks           | Cubs de Chicago           | Luis Aparicio (3)     | White Sox de Chicago    |
| 1961  | Maury Wills (1)       | Dodgers de Los Angeles    | Luis Aparicio (4)     | White Sox de Chicago    |
| 1962  | Maury Wills (2)       | Dodgers de Los Angeles    | Luis Aparicio (5)     | White Sox de Chicago    |
| 1963  | Bobby Wine            | Phillies de Philadelphie  | Zoilo Versalles (1)   | Twins du Minnesota      |
| 1964  | Rubén Amaro, Sr.      | Phillies de Philadelphie  | Luis Aparicio (6)     | Orioles de Baltimore    |
| 1965  | Leo Cárdenas          | Reds de Cincinnati        | Zoilo Versalles (2)   | Twins du Minnesota      |
| 1966  | Gene Alley (1)        | Pirates de Pittsburgh     | Luis Aparicio (7)     | Orioles de Baltimore    |
| 1967  | Gene Alley (2)        | Pirates de Pittsburgh     | Jim Fregosi           | Angels de la Californie |
| 1968  | Dal Maxvill           | Cardinals de Saint-Louis  | Luis Aparicio (8)     | Orioles de Baltimore    |
| 1969  | Don Kessinger (1)     | Cubs de Chicago           | Mark Belanger (1)     | Orioles de Baltimore    |
| 1970  | Don Kessinger (2)     | Cubs de Chicago           | Luis Aparicio (9)     | Orioles de Baltimore    |
| 1971  | Bud Harrelson         | Mets de New York          | Mark Belanger (2)     | Orioles de Baltimore    |
| 1972  | Larry Bowa (1)        | Phillies de Philadelphie  | Ed Brinkman           | Tigers de Détroit       |
| 1973  | Roger Metzger         | Astros de Houston         | Mark Belanger (3)     | Orioles de Baltimore    |
| 1974  | Dave Concepción (1)   | Reds de Cincinnati        | Mark Belanger (4)     | Orioles de Baltimore    |
| 1975  | Dave Concepción (2)   | Reds de Cincinnati        | Mark Belanger (5)     | Orioles de Baltimore    |
| 1976  | Dave Concepción (3)   | Reds de Cincinnati        | Mark Belanger (6)     | Orioles de Baltimore    |
| 1977  | Dave Concepción (4)   | Reds de Cincinnati        | Mark Belanger (7)     | Orioles de Baltimore    |
| 1978  | Larry Bowa (2)        | Phillies de Philadelphie  | Mark Belanger (8)     | Orioles de Baltimore    |
| 1979  | Dave Concepción (5)   | Reds de Cincinnati        | Rick Burleson         | Red Sox de Boston       |
| 1980  | Ozzie Smith (1)       | Padres de San Diego       | Alan Trammell (1)     | Tigers de Détroit       |
| 1981  | Ozzie Smith (2)       | Padres de San Diego       | Alan Trammell (2)     | Tigers de Détroit       |
| 1982  | Ozzie Smith (3)       | Cardinals de Saint-Louis  | Robin Yount           | Brewers de Milwaukee    |
| 1983  | Ozzie Smith (4)       | Cardinals de Saint-Louis  | Alan Trammell (3)     | Tigers de Détroit       |
| 1984  | Ozzie Smith (5)       | Cardinals de Saint-Louis  | Alan Trammell (4)     | Tigers de Détroit       |
| 1985  | Ozzie Smith (6)       | Cardinals de Saint-Louis  | Alfredo Griffin       | Athletics d'Oakland     |
| 1986  | Ozzie Smith (7)       | Cardinals de Saint-Louis  | Tony Fernández (1)    | Blue Jays de Toronto    |
| 1987  | Ozzie Smith (8)       | Cardinals de Saint-Louis  | Tony Fernández (2)    | Blue Jays de Toronto    |
| 1988  | Ozzie Smith (9)       | Cardinals de Saint-Louis  | Tony Fernández (3)    | Blue Jays de Toronto    |
| 1989  | Ozzie Smith (10)      | Cardinals de Saint-Louis  | Tony Fernández (4)    | Blue Jays de Toronto    |
| 1990  | Ozzie Smith (11)      | Cardinals de Saint-Louis  | Ozzie Guillén         | White Sox de Chicago    |
| 1991  | Ozzie Smith (12)      | Cardinals de Saint-Louis  | Cal Ripken, Jr. (1)   | Orioles de Baltimore    |
| 1992  | Ozzie Smith (13)      | Cardinals de Saint-Louis  | Cal Ripken, Jr. (2)   | Orioles de Baltimore    |
| 1993  | Jay Bell              | Pirates de Pittsburgh     | Omar Vizquel (1)      | Mariners de Seattle     |
| 1994  | Barry Larkin (1)      | Reds de Cincinnati        | Omar Vizquel (2)      | Indians de Cleveland    |
| 1995  | Barry Larkin (2)      | Reds de Cincinnati        | Omar Vizquel (3)      | Indians de Cleveland    |
| 1996  | Barry Larkin (3)      | Reds de Cincinnati        | Omar Vizquel (4)      | Indians de Cleveland    |
| 1997  | Rey Ordóñez (1)       | Mets de New York          | Omar Vizquel (5)      | Indians de Cleveland    |
| 1998  | Rey Ordóñez (2)       | Mets de New York          | Omar Vizquel (6)      | Indians de Cleveland    |
| 1999  | Rey Ordóñez (3)       | Mets de New York          | Omar Vizquel (7)      | Indians de Cleveland    |
| 2000  | Neifi Pérez           | Rockies du Colorado       | Omar Vizquel (8)      | Indians de Cleveland    |
| 2001  | Orlando Cabrera (1)   | Expos de Montréal         | Omar Vizquel (9)      | Indians de Cleveland    |
| 2002  | Edgar Rentería (1)    | Cardinals de Saint-Louis  | Alex Rodriguez (1)    | Rangers du Texas        |
| 2003  | Edgar Rentería (2)    | Cardinals de Saint-Louis  | Alex Rodriguez (2)    | Rangers du Texas        |
| 2004  | César Izturis         | Dodgers de Los Angeles    | Derek Jeter (1)       | Yankees de New York     |
| 2005  | Omar Vizquel (10)     | Giants de San Francisco   | Derek Jeter (2)       | Yankees de New York     |
| 2006  | Omar Vizquel (11)     | Giants de San Francisco   | Derek Jeter (3)       | Yankees de New York     |
| 2007  | Jimmy Rollins (1)     | Phillies de Philadelphie  | Orlando Cabrera (2)   | Angels de Los Angeles   |
| 2008  | Jimmy Rollins (2)     | Phillies de Philadelphie  | Michael Young         | Rangers du Texas        |
| 2009  | Jimmy Rollins (3)     | Phillies de Philadelphie  | Derek Jeter (4)       | Yankees de New York     |
| 2010  | Troy Tulowitzki (1)   | Rockies du Colorado       | Derek Jeter (5)       | Yankees de New York     |
| 2011  | Troy Tulowitzki (2)   | Rockies du Colorado       | Erick Aybar           | Angels de Los Angeles   |
| 2012  | Jimmy Rollins (4)     | Phillies de Philadelphie  | J. J. Hardy (1)       | Orioles de Baltimore    |
| 2013  | Andrelton Simmons (1) | Braves d'Atlanta          | J. J. Hardy (2)       | Orioles de Baltimore    |
| 2014  | Andrelton Simmons (2) | Braves d'Atlanta          | J. J. Hardy (3)       | Orioles de Baltimore    |
| 2015  | Brandon Crawford (1)  | Giants de San Francisco   | Alcides Escobar       | Royals de Kansas City   |
| 2016  | Brandon Crawford (2)  | Giants de San Francisco   | Francisco Lindor      | Indians de Cleveland    |
| 2017  | Brandon Crawford (3)  | Giants de San Francisco   | Andrelton Simmons (3) | Angels de Los Angeles   |
| 2018  | Nick Ahmed            | Diamondbacks de l'Arizona | Andrelton Simmons (4) | Angels de Los Angeles   |
| 2019  | Nick Ahmed (2)        | Diamondbacks de l'Arizona | Francisco Lindor (2)  | Indians de Cleveland    |
| 2020  | Javier Báez           | Cubs de Chicago           | J. P. Crawford        | Mariners de Seattle     |
| 2021  | Brandon Crawford (4)  | Giants de San Francisco   | Carlos Correa         | Astros de Houston       |
| 2022  | Dansby Swanson        | Braves d'Atlanta          | Jeremy Peña           | Astros de Houston       |

## Gagnants les plus fréquents
Mis à jour après la saison 2022.
| - Total des Ligues majeures - Ozzie Smith : 13, tous dans la Ligue nationale - Omar Vizquel : 11, dont 9 dans la Ligue américaine - Luis Aparicio : 9, tous dans la Ligue américaine - Mark Belanger : 8, tous dans la Ligue américaine |  | - Ligue nationale - Ozzie Smith : 13 - Dave Concepción : 5 - Brandon Crawford : 4 - Jimmy Rollins : 4 |  | - Ligue américaine - Luis Aparicio : 9 - Omar Vizquel : 9 - Mark Belanger : 8 |